# Ocinebrina
Ocinebrina là một chi ốc biển, là động vật thân mềm chân bụng sống ở biển thuộc họ Muricidae, họ ốc gai.

## Các loài
Các loài thuộc chi Ocinebrina bao gồm:
- Ocinebrina aciculata (Lamarck, 1822)[2]
- Ocinebrina buzzurroi Cecalupo & Mariani, 2008[3]
- Ocinebrina carmelae Cecalupo, Buzzurro & Mariani, 2008[4]
- Ocinebrina corallinoides Pallary, 1912[5]
- Ocinebrina edwardsii (Payraudeau, 1826)[6]
- Ocinebrina epiphanea (Dall, 1919)[7]
- Ocinebrina erronea (Settepassi, 1977)[8]
- Ocinebrina foveolata (Hinds, 1844)[9]
- Ocinebrina gracillima (Stearns, 1871)[10]
- Ocinebrina helleri (Brusina, 1865)[11]
- Ocinebrina hispidula (Pallary, 1904)[12]
- Ocinebrina hybrida (Aradas & Benoit, 1876)[13]
- Ocinebrina ingloria (Crosse, 1865)[14]
- Ocinebrina inordinata (Houart & Abreu, 1994)[15]
- Ocinebrina interfossa (Carpenter, 1864)[16]
- Ocinebrina leukos Houart, 2000[17]
- Ocinebrina lurida (Middendorff, 1848)[18]
- Ocinebrina miscowichae Pallary, 1920[19]
- Ocinebrina nicolai Monterosato, 1884[20]
- Ocinebrina paddeui Bonomolo & Buzzurro, 2006[21]
- Ocinebrina piantonii Cecalupo, Buzzurro & Mariani, 2008[22]
- Ocinebrina purpuroidea Pallary, 1920[23]
- Ocinebrina seftoni (Chace, 1958)[24]
- Ocinebrina squamulifera (Carpenter in Gabb, 1865)[25]
- Ocinebrina weinkauffiana (Crosse, 1866)[26]: Unnecessary combination of Murex weinkauffianus, a synonym of Ocinebrina helleri (Brusina, 1865) [27]